# Cratere Amethyst
Amethyst è un cratere sulla superficie di 2867 Šteins.